# Vitchapol Somkid
Vitchapol Somkid (วิชญ์พล สมคิด, spesso traslitterato come Vichapol Somkid), noto anche con lo pseudonimo di Nice (ไนซ์) (2 settembre 2000), è un attore thailandese.
Dal 2018 fa anche parte del gruppo musicale "Goblin".

## Filmografia

### Cinema
- Enough, regia di Thanamin Wongsakulpach (2017)[2]

### Televisione
- Make It Right: The Series - Rak ok doen - serie TV, 26 episodi (2016-2017)
- Lon: The Series - serie TV, episodio 1x11 (2016)
- Miraigar T1 - serie TV, 13 episodi (2016-2017)[3]
- Please... sieng riek winyarn - serie TV, 6 episodi (2017)
- Make It Live: On The Beach - serie TV (2019)

## Discografia

### Singoli (con i Goblin)
- 2018 - Sek (Magic)

### Collaborazioni
- 2016 - Kwahm rak tung jet (con il cast di "Make It Right: The Series - Rak ok doen")